# Türkiye 2. Futbol Ligi 1970/71
Die Türkiye 2. Futbol Ligi 1970/71 war die achte Spielzeit der zweithöchsten türkischen Spielklasse im professionellen Männer-Fußball. Sie wurde am 5. September 1971 mit dem 1. Spieltag begonnen und am 30. Mai 1972 mit dem 30. Spieltag abgeschlossen.
In der Saison 1970/71 wurde die TFF 1. Lig wie in der Vorsaison auch in zwei Gruppen mit jeweils 16 Mannschaften unterteilt. Insgesamt spielten 32 Mannschaften in zwei Gruppen um den Aufstieg in die Süper Lig beziehungsweise gegen den Abstieg in die damals drittklassige TFF 3. Lig. Die Tabellenersten beider Gruppen stiegen direkt in die höhere Süper Lig auf. Die Absteigerzahl wurde im Gegensatz zur Vorsaison von zwei auf vier erhöht, sodass nicht mehr die zwei letzten Tabellenplätze beider Gruppen in die untergeordnete drittklassige 3. Lig abstiegen, sondern die beiden Letztplatzierten beider Gruppen.
Zu Saisonbeginn waren zu den von der vorherigen Saison verbleibenden 28 Mannschaften die zwei Absteiger aus der Süper Lig Gençlerbirliği Ankara und Altınordu Izmir sowie die zwei Aufsteiger aus der damals drittklassigen TFF 3. Lig Uşakspor und Hatayspor hinzugekommen. Während Hatayspor das erste Mal am Wettbewerb der 2. Lig teilnahm, stieg Uşakspor nach dreijähriger Abstinenz wieder in die 2. Lig auf.
Adanaspor erreichte die Meisterschaft der Gruppe Rot und damit die erste Teilnahme an der Süper Lig. In der Gruppe Weiß sicherte sich Giresunspor die Meisterschaft und nahm auch das erste Mal an der Süper Lig teil. Der türkische Fußballverband ließ durch ein Entscheidungsspiel zwischen den beiden Erstplatzierten den Meister der Liga bestimmen. In dieser Begegnung trat Adanaspor gegen Giresunspor an und konnte nach einem Elfmeterschießen die Meisterschaft für sich entscheiden. Der türkische Fußballverband erklärte aber im Nachhinein beide Vereine als Meister der TFF 1. Lig.
Zum Saisonende standen aus der Roten Gruppe Beykoz und Nazillispor und aus der Weißen Gruppe Hacettepe GK und Galata SK als Absteiger fest. İstanbulspor stieg zum ersten Mal in seiner Vereinshistorie in die dritthöchste türkische Spielklasse ab.

## Gruppe Rot (Kırmızı Grup)

### Tabelle
| Pl. | Verein                    | Sp. | S  | U  | N  | Tore    | Quote | Punkte |
| --- | ------------------------- | --- | -- | -- | -- | ------- | ----- | ------ |
| 1.  | Adanaspor                 | 30  | 18 | 5  | 7  | 046:230 | 2,00  | 41:19  |
| 2.  | İzmirspor                 | 30  | 17 | 5  | 8  | 045:260 | 1,73  | 39:21  |
| 3.  | Orduspor                  | 30  | 14 | 8  | 8  | 031:210 | 1,48  | 36:24  |
| 4.  | Sakaryaspor               | 30  | 13 | 9  | 8  | 027:190 | 1,42  | 35:25  |
| 5.  | Gençlerbirliği Ankara (A) | 30  | 11 | 12 | 7  | 026:140 | 1,86  | 34:26  |
| 6.  | Kayserispor               | 30  | 13 | 7  | 10 | 024:180 | 1,33  | 33:27  |
| 7.  | Denizlispor               | 30  | 15 | 3  | 12 | 032:250 | 1,28  | 33:27  |
| 8.  | Trabzonspor               | 30  | 11 | 7  | 12 | 038:220 | 1,73  | 29:31  |
| 9.  | Antalyaspor               | 30  | 11 | 7  | 12 | 028:330 | 0,85  | 29:31  |
| 10. | Hatayspor (N)             | 30  | 10 | 8  | 12 | 023:330 | 0,70  | 28:32  |
| 11. | Ankara Güneşspor          | 30  | 11 | 5  | 14 | 032:350 | 0,91  | 27:33  |
| 12. | Manisaspor                | 30  | 9  | 9  | 12 | 022:340 | 0,65  | 27:33  |
| 13. | Afyonspor                 | 30  | 10 | 5  | 15 | 025:400 | 0,63  | 25:35  |
| 14. | Bandırmaspor              | 30  | 9  | 7  | 14 | 019:340 | 0,56  | 25:35  |
| 15. | Beykozspor                | 30  | 9  | 4  | 17 | 032:460 | 0,70  | 22:38  |
| 16. | Nazillispor               | 30  | 5  | 5  | 20 | 018:450 | 0,40  | 15:45  |

Platzierungskriterien: 1. Punkte – 2. Torquotient
| (A) | Absteiger aus der 1. Lig 1969/70                     |
| (N) | Neuaufsteiger aus der Türkiye 3. Futbol Ligi 1969/70 |

### Kreuztabelle
Die Kreuztabelle stellt die Ergebnisse aller Spiele dieser Saison dar. Die Heimmannschaft ist in der linken Spalte, die Gastmannschaft in der oberen Zeile aufgelistet.
| 2012/13 Gruppe Rot    | Adanaspor | Izmirspor | Orduspor | Sakaryaspor | Gençlerbirliği Ankara |     | Denizlispor | Trabzonspor | Antalyaspor | Hatayspor | Ankara Güneşspor | Manisaspor |     | Bandırmaspor | Beykozspor |     |
| --------------------- | --------- | --------- | -------- | ----------- | --------------------- | --- | ----------- | ----------- | ----------- | --------- | ---------------- | ---------- | --- | ------------ | ---------- | --- |
| Adanaspor             |           | 1:0       | 3:0      | 2:2         | 0:0                   | 0:0 | 3:0         | 1:0         | 3:0         | 2:0       | 3:0              | 5:1        | 1:0 | 1:0          | 2:1        | 3:1 |
| Izmirspor             | 3:0       |           | 0:0      | 1:0         | 1:0                   | 1:0 | 1:1         | 2:1         | 4:1         | 2:0       | 5:3              | 0:0        | 1:0 | 2:0          | 3:0        | 1:0 |
| Orduspor              | 1:0       | 3:1       |          | 1:0         | 2:0                   | 4:0 | 1:0         | 0:0         | 2:0         | 1:0       | 0:0              | 2:0        | 2:0 | 2:0          | 4:1        | 1:0 |
| Sakaryaspor           | 3:1       | 2:1       | 1:1      |             | 0:1                   | 1:0 | 2:1         | 1:0         | 1:0         | 1:0       | 1:0              | 1:0        | 4:0 | 0:0          | 1:0        | 1:1 |
| Gençlerbirliği Ankara | 1:1       | 1:0       | 1:0      | 0:0         |                       | 0:0 | 3:0         | 1:1         | 4:0         | 0:0       | 1:0              | 2:0        | 4:0 | 1:0          | 0:1        | 2:0 |
| Kayserispor           | 1:1       | 1:0       | 3:0      | 0:0         | 1:0                   |     | 2:0         | 1:0         | 0:0         | 1:2       | 1:0              | 0:0        | 2:1 | 1:0          | 2:0        | 2:0 |
| Denizlispor           | 3:2       | 1:0       | 2:0      | 1:1         | 2:0                   | 1:0 |             | 1:0         | 1:0         | 4:0       | 2:1              | 1:0        | 2:1 | 4:0          | 2:0        | 1:0 |
| Trabzonspor           | 2:0       | 1:1       | 0:1      | 2:0         | 2:2                   | 0:2 | 1:0         |             | 3:0         | 0:0       | 1:1              | 3:0        | 1:0 | 2:0          | 4:1        | 5:0 |
| Antalyaspor           | 1:2       | 1:2       | 0:0      | 3:2         | 2:0                   | 1:1 | 1:0         | 1:1         |             | 3:1       | 1:0              | 3:0        | 3:0 | 2:0          | 2:1        | 1:0 |
| Hatayspor             | 0:2       | 2:1       | 1:0      | 1:0         | 0:0                   | 1:0 | 1:0         | 1:1         | 0:0         |           | 0:2              | 1:1        | 2:1 | 1:0          | 5:2        | 1:0 |
| Ankara Güneşspor      | 1:0       | 2:2       | 1:1      | 0:1         | 0:0                   | 0:1 | 0:1         | 1:3         | 0:1         | 3:1       |                  | 2:0        | 1:0 | 3:0          | 1:0        | 3:1 |
| Manisaspor            | 1:0       | 0:1       | 4:1      | 0:0         | 0:0                   | 1:0 | 1:0         | 2:1         | 2:0         | 1:1       | 1:2              |            | 1:1 | 0:0          | 2:0        | 2:1 |
| Afyonspor             | 0:2       | 0:3       | 1:0      | 1:0         | 0:0                   | 1:0 | 1:0         | 0:0         | 2:1         | 2:1       | 1:2              | 1:0        |     | 1:0          | 1:0        | 5:1 |
| Bandırmaspor          | 0:2       | 2:0       | 1:0      | 1:0         | 0:0                   | 1:0 | 1:0         | 0:3         | 1:0         | 0:0       | 2:1              | 0:0        | 3:3 |              | 2:0        | 3:1 |
| Beykozspor            | 0:1       | 2:3       | 1:1      | 0:0         | 0:2                   | 2:0 | 0:0         | 1:0         | 0:0         | 2:0       | 1:2              | 5:1        | 3:1 | 4:2          |            | 2:1 |
| Nazillispor           | 1:2       | 1:3       | 0:0      | 0:1         | 1:0                   | 0:2 | 2:1         | 1:0         | 0:0         | 1:0       | 3:0              | 0:1        | 0:0 | 0:0          | 1:2        |     |

## Gruppe Weiß (Beyaz Grup)

### Tabelle
| Pl. | Verein              | Sp. | S  | U  | N  | Tore    | Quote | Punkte |
| --- | ------------------- | --- | -- | -- | -- | ------- | ----- | ------ |
| 1.  | Giresunspor         | 30  | 14 | 12 | 4  | 029:120 | 2,42  | 40:20  |
| 2.  | Balıkesirspor       | 30  | 16 | 7  | 7  | 033:130 | 2,54  | 39:21  |
| 3.  | Şekerspor           | 30  | 12 | 13 | 5  | 027:170 | 1,59  | 37:23  |
| 4.  | Kütahyaspor         | 30  | 10 | 13 | 7  | 029:250 | 1,16  | 33:27  |
| 5.  | Sivasspor           | 30  | 14 | 5  | 11 | 026:240 | 1,08  | 33:27  |
| 6.  | Zonguldakspor       | 30  | 15 | 3  | 12 | 032:310 | 1,03  | 33:27  |
| 7.  | Aydınspor           | 30  | 10 | 12 | 8  | 033:220 | 1,50  | 32:28  |
| 8.  | Uşakspor (N)        | 30  | 11 | 7  | 12 | 028:270 | 1,04  | 29:31  |
| 9.  | Adana Demirspor     | 30  | 9  | 10 | 11 | 019:240 | 0,79  | 28:32  |
| 10. | Toprak Ofisi SK     | 30  | 10 | 7  | 13 | 026:270 | 0,96  | 27:33  |
| 11. | Kocaelispor         | 30  | 10 | 7  | 13 | 024:280 | 0,86  | 27:33  |
| 12. | Feriköy SK          | 30  | 8  | 10 | 12 | 020:260 | 0,77  | 26:34  |
| 13. | Tarsus İdman Yurdu  | 30  | 8  | 10 | 12 | 020:370 | 0,54  | 26:34  |
| 14. | Altınordu Izmir (A) | 30  | 8  | 9  | 13 | 030:320 | 0,94  | 25:35  |
| 15. | Hacettepe GK        | 30  | 7  | 9  | 14 | 020:290 | 0,69  | 23:37  |
| 16. | Galata SK           | 30  | 6  | 10 | 14 | 022:440 | 0,50  | 22:38  |

Platzierungskriterien: 1. Punkte – 2. Torquotient
| (A) | Absteiger aus der 1. Lig 1969/70                     |
| (N) | Neuaufsteiger aus der Türkiye 3. Futbol Ligi 1969/70 |

### Kreuztabelle
Die Kreuztabelle stellt die Ergebnisse aller Spiele dieser Saison dar. Die Heimmannschaft ist in der linken Spalte, die Gastmannschaft in der oberen Zeile aufgelistet.
| 2012/13 Gruppe Weiß | Giresunspor | Balıkesirspor | Şekerspor | Kütahyaspor | Sivasspor | Zonguldakspor | Aydınspor | Uşakspor | Adana Demirspor | Toprak Ofisi SK | Kocaelispor | Feriköy SK | Tarsus İdman Yurdu | Altınordu Izmir | Hacettepe GK | Galata SK |
| ------------------- | ----------- | ------------- | --------- | ----------- | --------- | ------------- | --------- | -------- | --------------- | --------------- | ----------- | ---------- | ------------------ | --------------- | ------------ | --------- |
| Giresunspor         |             | 2:0           | 1:1       | 1:0         | 2:0       | 2:0           | 1:0       | 2:0      | 0:0             | 2:0             | 2:0         | 1:0        | 1:0                | 2:1             | 3:0          | 3:1       |
| Balıkesirspor       | 0:0         |               | 1:2       | 2:1         | 1:0       | 4:0           | 1:0       | 2:1      | 2:0             | 1:0             | 1:0         | 1:1        | 5:0                | 1:0             | 1:0          | 3:0       |
| Şekerspor           | 2:0         | 1:0           |           | 0:0         | 0:0       | 2:1           | 1:1       | 4:1      | 0:0             | 1:0             | 2:0         | 1:1        | 1:0                | 2:1             | 1:1          | 1:0       |
| Kütahyaspor         | 1:0         | 0:0           | 0:0       |             | 1:0       | 2:1           | 1:1       | 1:0      | 3:0             | 3:1             | 1:0         | 0:0        | 4:0                | 1:0             | 1:1          | 1:1       |
| Sivasspor           | 0:0         | 1:0           | 1:0       | 1:2         |           | 1:0           | 0:1       | 2:1      | 1:1             | 2:0             | 2:0         | 1:0        | 1:0                | 2:0             | 2:0          | 2:0       |
| Zonguldakspor       | 1:0         | 1:0           | 1:0       | 3:0         | 1:0       |               | 3:1       | 1:0      | 1:0             | 3:0             | 1:0         | 2:0        | 1:1                | 3:2             | 1:0          | 2:0       |
| Aydınspor           | 1:1         | 0:0           | 0:0       | 2:0         | 1:0       | 4:0           |           | 1:1      | 2:0             | 2:1             | 3:1         | 2:1        | 0:0                | 0:0             | 2:0          | 6:1       |
| Uşakspor            | 3:1         | 0:2           | 1:0       | 0:0         | 2:0       | 2:0           | 0:0       |          | 1:0             | 1:0             | 1:1         | 1:0        | 0:0                | 1:0             | 2:0          | 4:0       |
| Adana Demirspor     | 0:0         | 0:0           | 1:0       | 1:0         | 1:0       | 1:1           | 1:0       | 0:1      |                 | 0:1             | 2:0         | 2:1        | 0:0                | 3:0             | 0:0          | 2:0       |
| Toprak Ofisi SK     | 0:0         | 1:0           | 0:1       | 4:1         | 3:0       | 0:0           | 1:0       | 2:1      | 2:1             |                 | 0:0         | 1:1        | 4:1                | 1:0             | 0:0          | 0:1       |
| Kocaelispor         | 0:0         | 0:2           | 2:0       | 1:1         | 1:1       | 1:0           | 2:0       | 2:1      | 2:0             | 2:1             |             | 1:1        | 3:0                | 1:0             | 1:0          | 1:1       |
| Feriköy SK          | 0:0         | 0:1           | 1:1       | 1:0         | 1:1       | 1:0           | 1:0       | 1:0      | 1:0             | 1:0             | 1:0         |            | 1:0                | 1:2             | 0:0          | 1:2       |
| Tarsus İdman Yurdu  | 0:0         | 2:1           | 1:1       | 0:0         | 0:1       | 1:0           | 1:1       | 1:0      | 1:1             | 0:2             | 1:0         | 2:1        |                    | 2:1             | 1:0          | 3:1       |
| Altınordu SK        | 1:1         | 0:0           | 1:2       | 1:1         | 4:1       | 2:3           | 1:1       | 2:0      | 0:0             | 0:0             | 2:1         | 0:0        | 2:0                |                 | 3:0          | 1:0       |
| Hacettepe GK        | 0:1         | 0:1           | 0:0       | 1:1         | 1:2       | 3:1           | 2:1       | 0:0      | 3:0             | 1:0             | 1:0         | 2:0        | 2:2                | 0:1             |              | 2:0       |
| Galata SK           | 0:0         | 0:0           | 0:0       | 2:2         | 0:1       | 1:0           | 0:0       | 2:2      | 1:2             | 1:1             | 0:1         | 2:1        | 2:0                | 2:2             | 1:0          |           |

## Meisterschaftsbegegnung
Der türkische Fußballverband ließ durch ein Entscheidungsspiel zwischen den beiden Erstplatzierten den Meister der Liga bestimmen. In dieser Begegnung trat Adanaspor gegen Giresunspor an und konnte durch ein Elfmeterschießen die Meisterschaft gewinnen. Der türkische Fußballverband erklärte aber im Nachhinein beide Vereine als Meister der TFF 1. Lig.
| Adanaspor                                                       | Adanaspor | Giresunspor | Giresunspor |
| --------------------------------------------------------------- | --- | --- | ----------- |
| Adanaspor                                                       | \| Meisterschaftsfinale \| \| 16. Juni 1971 um 18:00 Uhr in Ankara (Ankara 19 Mayıs Stadyumu) \| \| Ergebnis: 2:2 n. V. (1:1, 0:1), 5:4 i. E. \| \| Schiedsrichter: Sabahattin Ladikli \| \| Spielbericht \| | \| Meisterschaftsfinale \| \| 16. Juni 1971 um 18:00 Uhr in Ankara (Ankara 19 Mayıs Stadyumu) \| \| Ergebnis: 2:2 n. V. (1:1, 0:1), 5:4 i. E. \| \| Schiedsrichter: Sabahattin Ladikli \| \| Spielbericht \| | Giresunspor |
| Adanaspor                                                       | Cavit Gökalp – Kamuran Karakaş, Tufan Akdemir, Erdinç Ayşın, Behçet Arkun – Harun Kaya, Orhan Yalçınkaya, Sami Bayraktar (Reşit Kaynak), Orhan Yüksel – Đorđe Milić, Ersin Aktuğ Cheftrainer: Bülent Eken    | Fevzi Serban – Faruk Bağdatlıgil, Sadettin Birgün, Oğuz Cansever – Erol Pamuk, Naci Kırılen, Hüseyin Çarkıkçı, Ali Ergökçen, Zorbay Kalkan – Mazlum Fırtına, Küçük Erol Cheftrainer: Kamuran Soykıray        | Giresunspor |
| Adanaspor                                                       | 1:0 Orhan Yüksel (47.) 1:0 Đorđe Milić (114.) | 1:0 Zorbay Kalkan (31.) 1:0 Mazlum Fırtına (113.) | Giresunspor |
| Adanaspor                                                       | Elfmeterschießen | | Giresunspor |
| Adanaspor                                                       | Erdinç Ayşın Behçet Arkun Ersin Aktuğ Sami Bayraktar Reşit Kaynak | Küçük Erol Erol Pamuk Hüseyin Çarkıkçı Zorbay Kalkan Ali Ergökçen | Giresunspor |
| Adanaspor                                                       | Adanaspor ist durch diesen Sieg Meister der TFF 1. Lig geworden. | | Giresunspor |
| Meisterschaftsfinale                                            | | |             |
| 16. Juni 1971 um 18:00 Uhr in Ankara (Ankara 19 Mayıs Stadyumu) | | |             |
| Ergebnis: 2:2 n. V. (1:1, 0:1), 5:4 i. E.                       | | |             |
| Schiedsrichter: Sabahattin Ladikli                              | | |             |
| Spielbericht                                                    | | |             |